# Erich Pickert
Erich Pickert (* 1900 in Berlin; † 30. April 1984) war ein deutscher Politiker und Gewerkschafter.  
Er war als Arbeiter bis 1945 bei den Bergmann Elektrizitätswerken tätig. 
Bis zur Zerschlagung der Gewerkschaften durch die Nationalsozialisten im Jahr 1933 war er hauptamtlicher Leiter der Jugendzentrale Berlin des Allgemeinen Deutschen Gewerkschaftsbundes (ADGB). Außerdem war er bis zum Parteiverbot 1933 in der  SPD kommunalpolitisch in Berlin-Prenzlauer Berg aktiv. 
Von 1945 bis 1947 war er in Berlin-Weißensee Kreisvorsitzender der SPD. Aufgrund von Druck durch die Sowjetische Militärverwaltung siedelte er 1947 nach West-Berlin über. Als Mitglied der SPD war er von 1953 bis 1972 Mitglied der Bezirksverordnetenversammlung von Berlin-Reinickendorf. Von 1963 bis 1967 war er dort Bezirksverordnetenvorsteher.
Erich Pickert war mit der ebenfalls politisch in der SPD aktiven Mathilde Pickert verheiratet.